# 寄合衆
寄合衆（よりあいしゅう）とは、武家における合議体である寄合の構成員であるが、狭義では北条氏得宗を中心とした鎌倉幕府の少人数で行われた最高幹部会議、最高意思決定機関としての寄合の構成員を指す。

## 概要
もともとは北条経時の時代の事として『吾妻鏡』に初出した北条氏得宗の私的な会議「深秘御沙汰」である。
宮騒動以後、宝治合戦、元寇にかけて続いた政治的緊張の中で確立された得宗専制体制の下で、少数の幕府重臣によって行われた寄合が持つ政治的な意味が重くなっていった。寛元年間には北条時頼のもとに北条政村・金沢実時・安達義景・三浦泰村らが寄合を構成していたが、宝治合戦後には北条政村・金沢実時・安達泰盛・諏訪盛重らが構成するようになった。元寇期には北条時宗の元に安達泰盛・太田康有・佐藤業連・諏訪盛経・平頼綱などが寄合を構成するようになった。
弘安7年（1284年）に北条貞時が14歳で得宗家の家督を継ぐと、若い貞時に代わって、連署の普恩寺業時、得宗外戚の安達泰盛、内管領の平頼綱らによる寄合衆によって政治が進められる。「寄合衆」という名称が初めて登場するのは、弘安8年に安達泰盛が霜月騒動で討たれ、平頼綱が権勢を振るう様になった正応2年（1289年）に北条時村が寄合衆に「補任」されたとする記事（『鎌倉年代記』正安3年（1301年）条）である。寄合は幕府の公的機関となり、それまで公式な最高決定機関とされた評定衆よりも権威を持つようになり、幕府内の最高の顕官の1つと考えられるようになった。延慶2年（1309年）に評定衆から寄合衆に転じた金沢貞顕は「面目の至り、申す計りなく候」という書状を記している（『金沢文庫文書』所収、原文漢文体）。
一方で、初代政所別当・大江広元を祖とする長井氏（大江氏）、幕府政所・問注所の世襲高級官僚・法曹である二階堂氏（政所執事を世襲）、太田氏（三善氏、問注所執事を世襲）らも寄合衆を構成しており、彼らも鎌倉幕府の滅亡まで幕政に一定の影響力を持ち続けた。
嘉元2年（1304年）の嘉元の乱以後貞時が政務を放棄すると、幕府は寄合衆の合議制で運営されて得宗の地位も形式的なものとなっていき、貞時の息子北条高時が得宗となった頃には幕府は寄合衆の長崎円喜・安達時顕らによって運営されるようになり、高時は装飾的存在となっていた。こうして、末期の鎌倉幕府では得宗家の当主すら形骸化し、元弘の乱で滅びるまで特権的支配層である寄合衆によって運営されていた。
鎌倉幕府滅亡後も、武家の当主を中心とした寄合の構成員を「寄合衆」と呼ばれる例があり、南北朝時代に菊地武重が記した「寄合衆内談の事」と呼ばれる起請文が存在する。
なお、江戸幕府にも「寄合衆」は存在するが、3000石以上の旗本のうち無役の者を「寄合席」と呼称し、その集団を指したもので合議体の構成などの職掌を有したものではない。